# Torresitrachia thedana
Torresitrachia thedana é uma espécie de gastrópode  da família Camaenidae.
É endémica da Austrália.